# Det sjunde offret
Det sjunde offret (engelska: The Seventh Victim) är en amerikansk skräckfilm från 1943 i regi av Mark Robson. I huvudrollerna ses Tom Conway, Jean Brooks, Isabel Jewell, Kim Hunter och Hugh Beaumont.

## Rollista i urval
- Tom Conway - doktor Louis Judd
- Jean Brooks - Jacqueline Gibson
- Kim Hunter - Mary Gibson
- Isabel Jewell - Frances Fallon
- Evelyn Brent - Natalie Cortez
- Erford Gage - Jason Hoag
- Ben Bard - Mr. Brun
- Mary Newton - Esther Redi
- Hugh Beaumont - Gregory Ward
- Chef Milani - Mr. Jacob
- Marguerita Sylva - Mrs. Bella Romari